# Средний Атлас

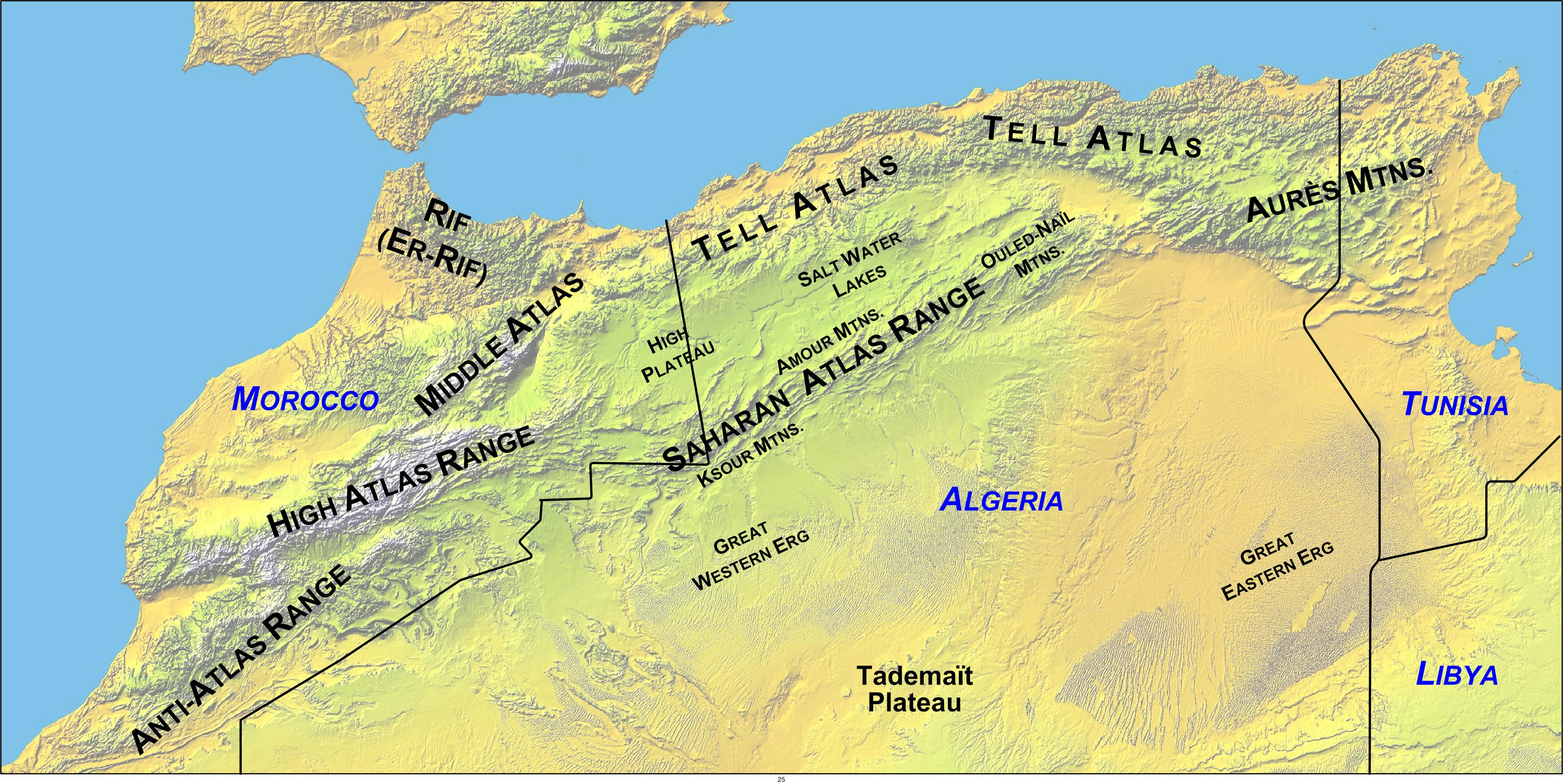
Карта Атласа

Сре́дний Атла́с (араб. الأطلس المتوسط‎, Эль-Атлас-эль-Мутавассит) — горный хребет в Марокко, входящий в систему Атласа. Совместно с другими двумя восточными хребтами системы (Сахарским Атласом и Телль-Атласом) Средний Атлас ограничивает обширную область внутренних плато на северо-востоке Марокко и северо-западе Алжира. К югу от Среднего Атласа через долину рек Мулуя, Умм-эр-Рбия располагается Высокий Атлас, наиболее высокая горная цепь системы. С севера Средних Атлас отделён от массива Эр-Риф рекой Себу.
Средний Атлас сложен преимущественно из известняков и состоит из складчатых хребтов высотой более 3000 м (на востоке) и столового плоскогорья (на западе) высотой от 800 до 1000 м с карстовым рельефом, которое переходит в Марокканскую Месету.
Снежный покров гор выше 2000 м сохраняется до 5 месяцев в году, а в зимний период может опускаться до 600 м над уровнем моря. Благодаря наличию снега в городе Ифран есть горнолыжный курорт Мишлифен. Верхний пояс получает большое число осадков (более 800 мм), на увлажняемых склонах растут кедровые леса, а на более сухих — сандараковое дерево и можжевельники.
В восточной части хребта расположен национальный парк Тазекка, созданный в 1950 году, площадь 137,37 км². Ещё один национальный парк Ифран — находится между Хенифрой и Ифраном.
В районе хребта расположены города Фес, Мекнес и Бени-Меллаль, в горных районах проживают берберские племена. Средний Атлас пересекает основные дороги, идущие от Феса на юг страны, к оазисам Тафилальт.

## Гидрография
Со Среднего Атласа стекают одни из самых крупных рек Марокко, воды которых интенсивно используются для орошения. На реках построены водохранилища.
- Себу — площадь бассейна примерно 40 тыс. км², впадает в Атлантический океан
- Умм-эр-Рбия — площадь бассейна примерно 35 тыс. км², впадает в Атлантический океан
- Бу-Регрег — площадь бассейна примерно 10 тыс. км², впадает в Атлантический океан
- Мулуя — питается со склонов Среднего и Высокого Атласа, площадь бассейна примерно 74 тыс. км², впадает в Средиземное море

В горах Среднего Атласа также находится множество агельмамов — небольших бессточных озёр на высоте 1200—2200 м над уровнем моря (Сиди-Али, Азиза, Афеннурир, Абахан и др.).